# Skarpnäck (stacja metra)
Skarpnäck – podziemna stacja sztokholmskiego metra, leży w Sztokholmie, w Söderort, w dzielnicy Skarpnäck, w części Skarpnäcks gård. Ostatnia stacja zielonej linii metra T17, za Bagarmossen. Dziennie korzysta z niej około 5 400 osób.
Stacja znajduje się około 25 metrów pod ziemią, na wschód od Segelflygsgatan, pod Skarpabyskolan. Posiada jedno wyjście zlokalizowane przy Ballonggatan. 
Stację otworzono 15 sierpnia 1994 jako 100. i na razie ostatnią w systemie metra. Posiada jeden peron utrzymany w kolorze czerwonym.

## Sztuka
- Richard Nonas, 1994[3]
  - 17 ławek wyrzeźbionych z granitu
  - 17 granitowych bloków
  - Klinkierowa podłoga

## Czas przejazdu
| Linia | Stacja  | Czas przejazdu | Stacja                                                   | Czas przejazdu                    |
| T17   | Åkeshov | 39 min         | Skärmarbrink Gullmarsplan Slussen Gamla stan T-Centralen | 8 min 10 min 14 min 15 min 19 min |

## Otoczenie
W najbliższym otoczeniu stacji znajdują się:
- Tätorpsskolan
- Tätorp bollplan
- Skarpabyskolan
- Skarpnäcksfolkhögskola
- Skarpnäcksparken
- Tornadoskolan
- Brandparken
- Hunskapplöpningsbana